# Mayar Hany
Pour les articles homonymes, voir Hany.
Mayar Hany , née le 5 février 1997 au Caire, est une joueuse professionnelle de squash représentant l'Égypte. Elle atteint, en mai 2017, la 23e place mondiale sur le circuit international, son meilleur classement.
Elle remporte en 2010 le British Junior Open, le championnat du monde officieux des jeunes, en catégorie moins de 13 ans.

## Palmarès

### Finales
- Australian Open : 2016